# Damirangijn Baatardżaw
Damirangijn Baatardżaw (mong. Дамирангийн Баатаржав; ur. 25 sierpnia 1943) – mongolski judoka, olimpijczyk.
Na igrzyskach w Monachium w 1972 roku wystąpił w wadze półśredniej. W swoim pierwszym pojedynku przegrał z Portugalczykiem António Roquetem (spotkanie trwało bez mała trzy minuty). Była to jedyna jego walka na tych igrzyskach.
W marcu 1972 roku zdobył brązowy medal w międzynarodowych zawodach we Frankfurcie nad Odrą (w tej samej wadze).